# Ieixivà de Valojin

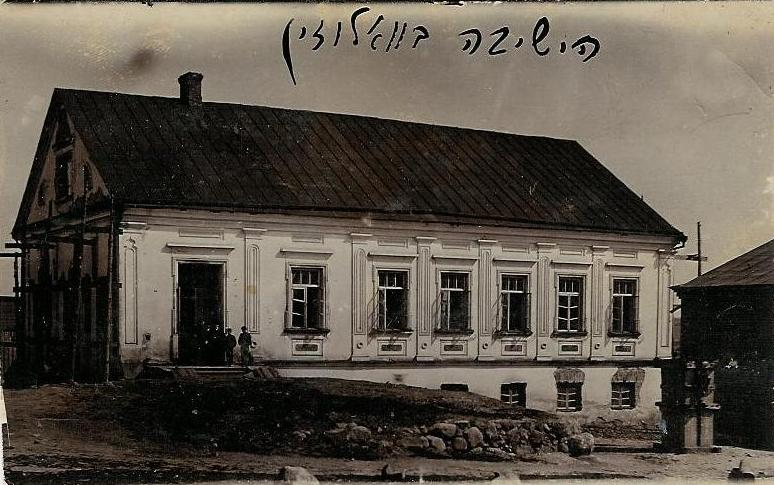
Antiga foto de la Ieixivà de Valojin.

La Ieixivà de Valojin, va ser fundada el 1803 pel gran rabí Chaim de Valojin, qui fou alumne del Gaó de Vílnius. En morir el rabí Chaim, va prendre possessió d'aquesta iexivà el seu fill, el rabí Itzjak (1821). Posteriorment, va ser l'encarregat d'aquesta iexivà el rabí Eliezer Fried, juntament amb el rabí Naftali Tzvi Yehuda Berlín, el seu ajudant, qui era més conegut com el "Netziv". En morir el rabí Fried, poc després de 1854, el "Netziv" va esdevenir el nou cap de la Ieixivà, juntament amb el rabí Josef Ber Soloveichik, el net del rabí Chaim.
Es considera una fita cultural i arquitectònica, i l'any 1998, la Yeshiva de Volozhin es va registrar a la Llista estatal de monuments històrics i culturals de la República de Bielorússia.

## Tancament
La Ieixivà va ser tancada en 1892, per ordre del govern rus, això va ser una conseqüència, per no acceptar les regles que va imposar el govern rus, sobre la necessitat d'incloure els estudis seculars en el funcionament de la ieixivà. Aquesta llei, fou considerada pels rabins d'aleshores, com la destrucció espiritual de la Ieixivà.

## Galeria

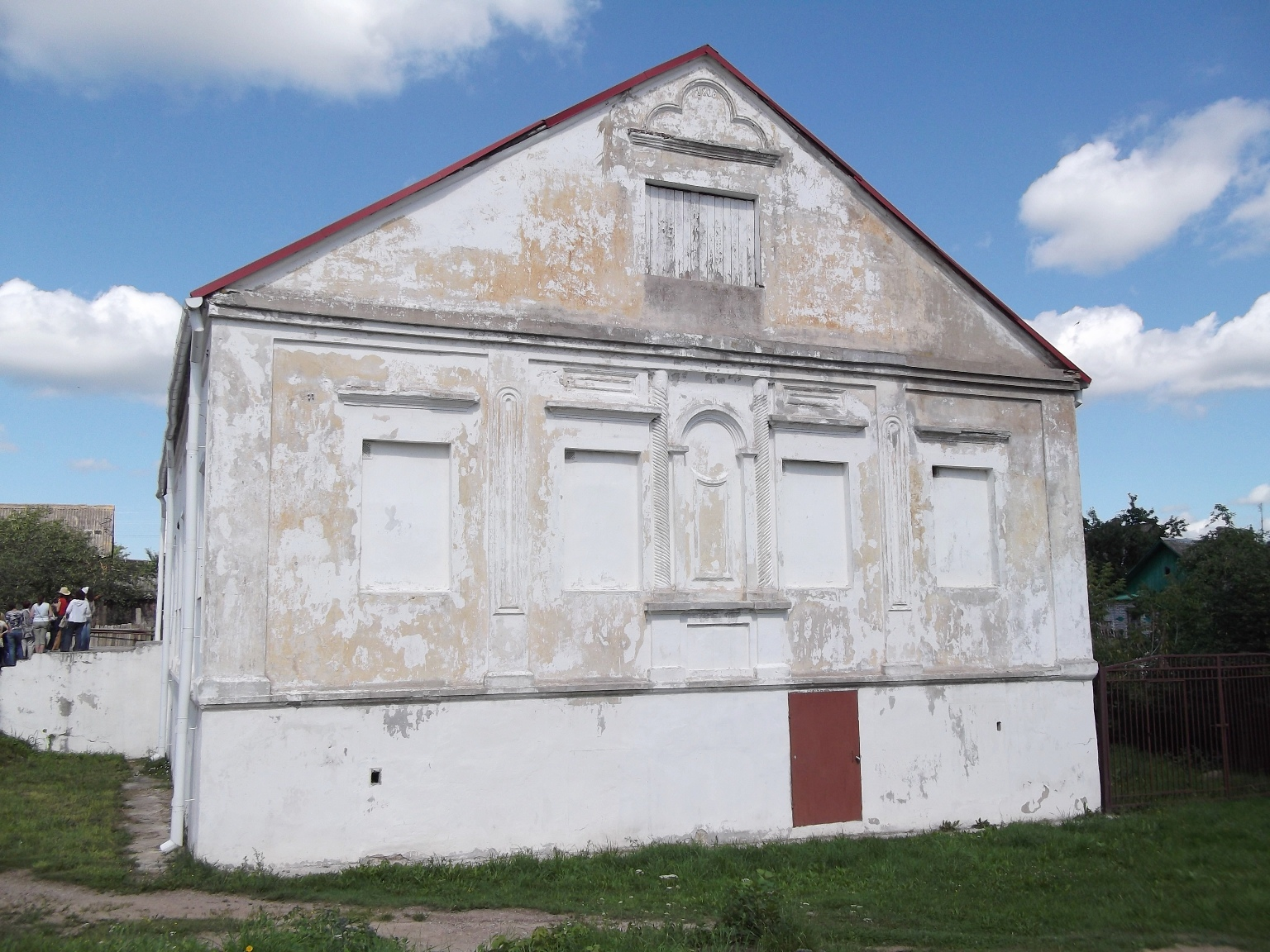
Ieixivà de Valojin.
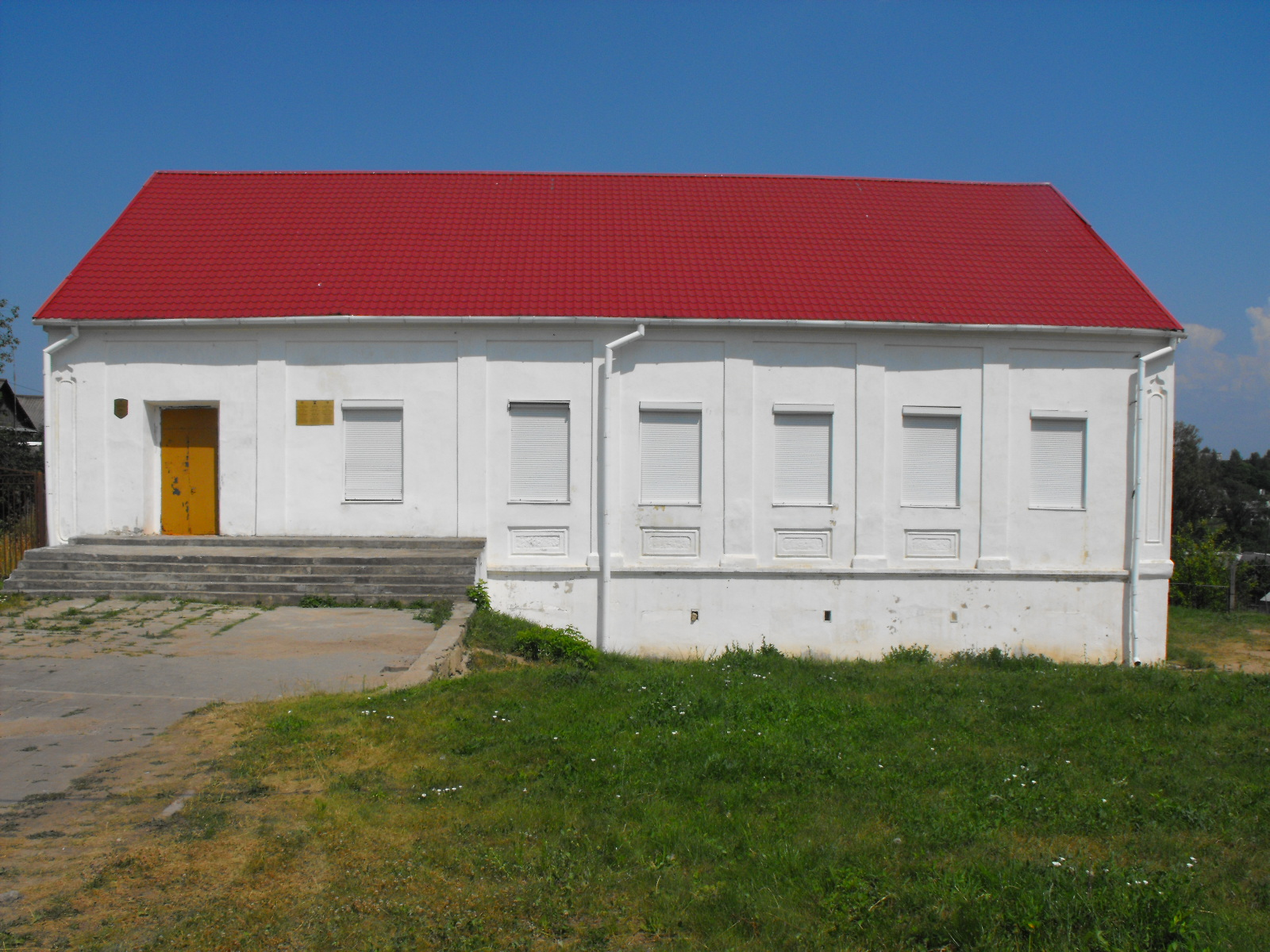
Ieixivà de Valojin.
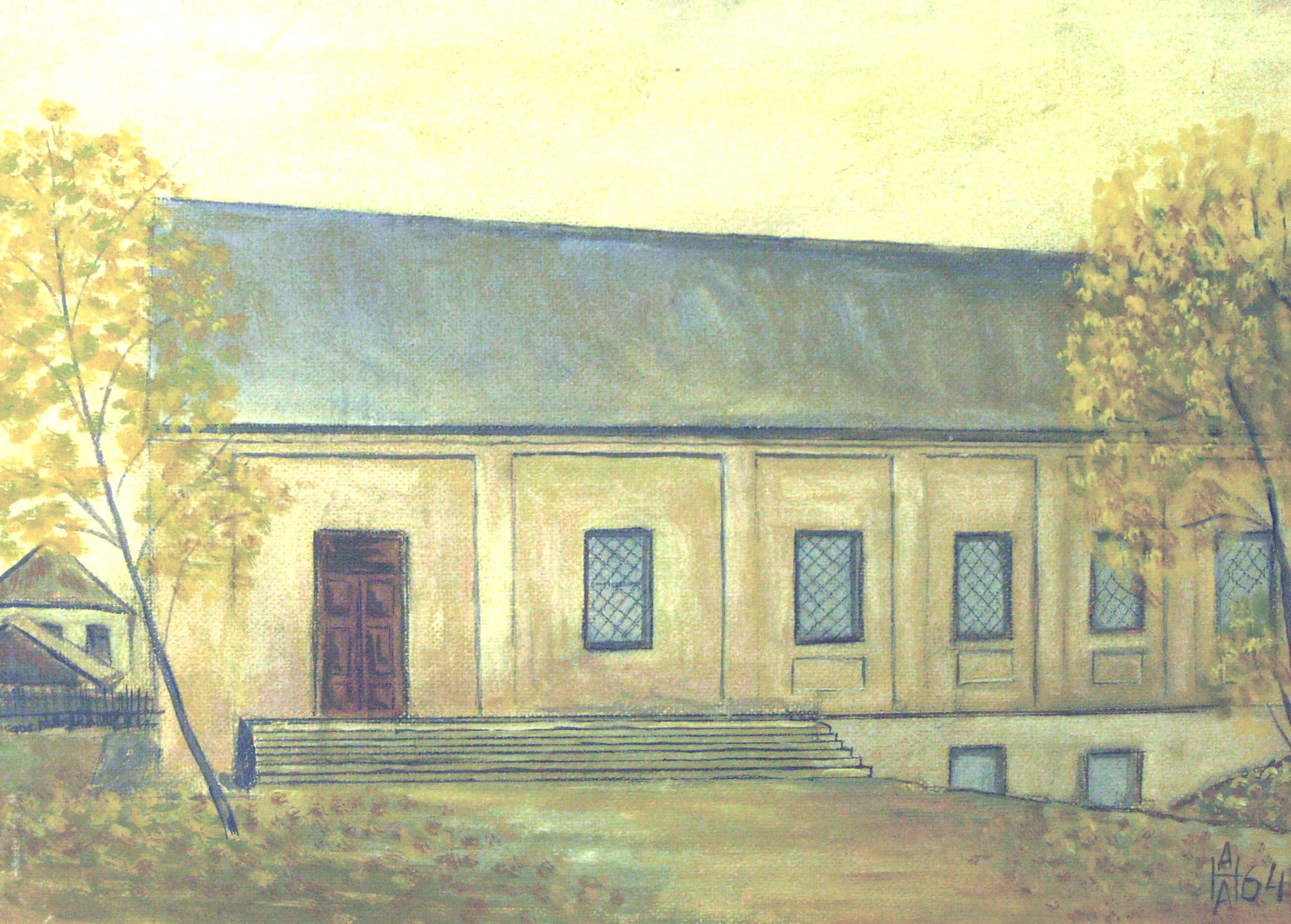
Ieixivà de Valojin, Anatoly Nalivaev, 1964.
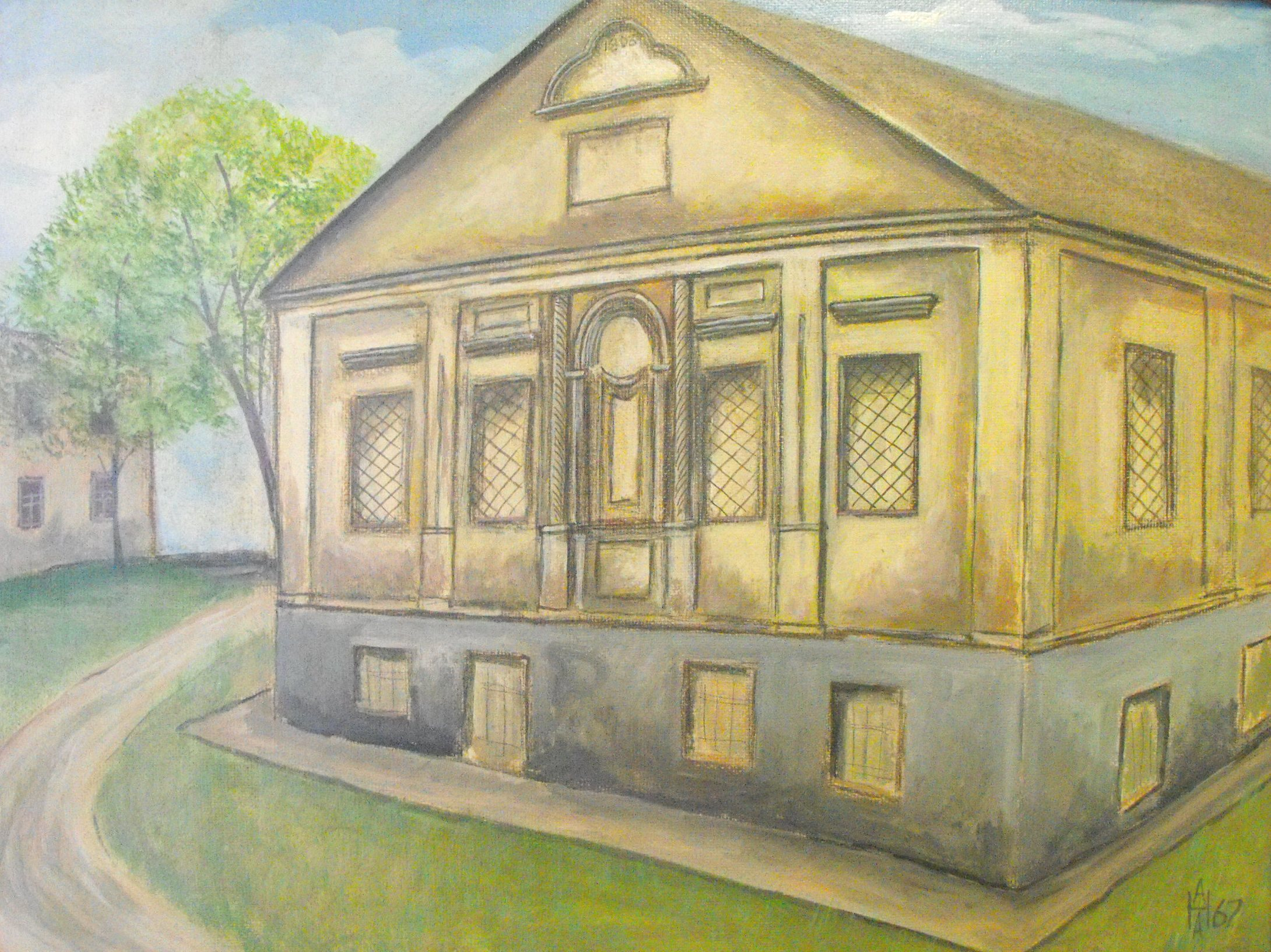
Ieixivà de Valojin, Anatoly Nalivaev, 1967.
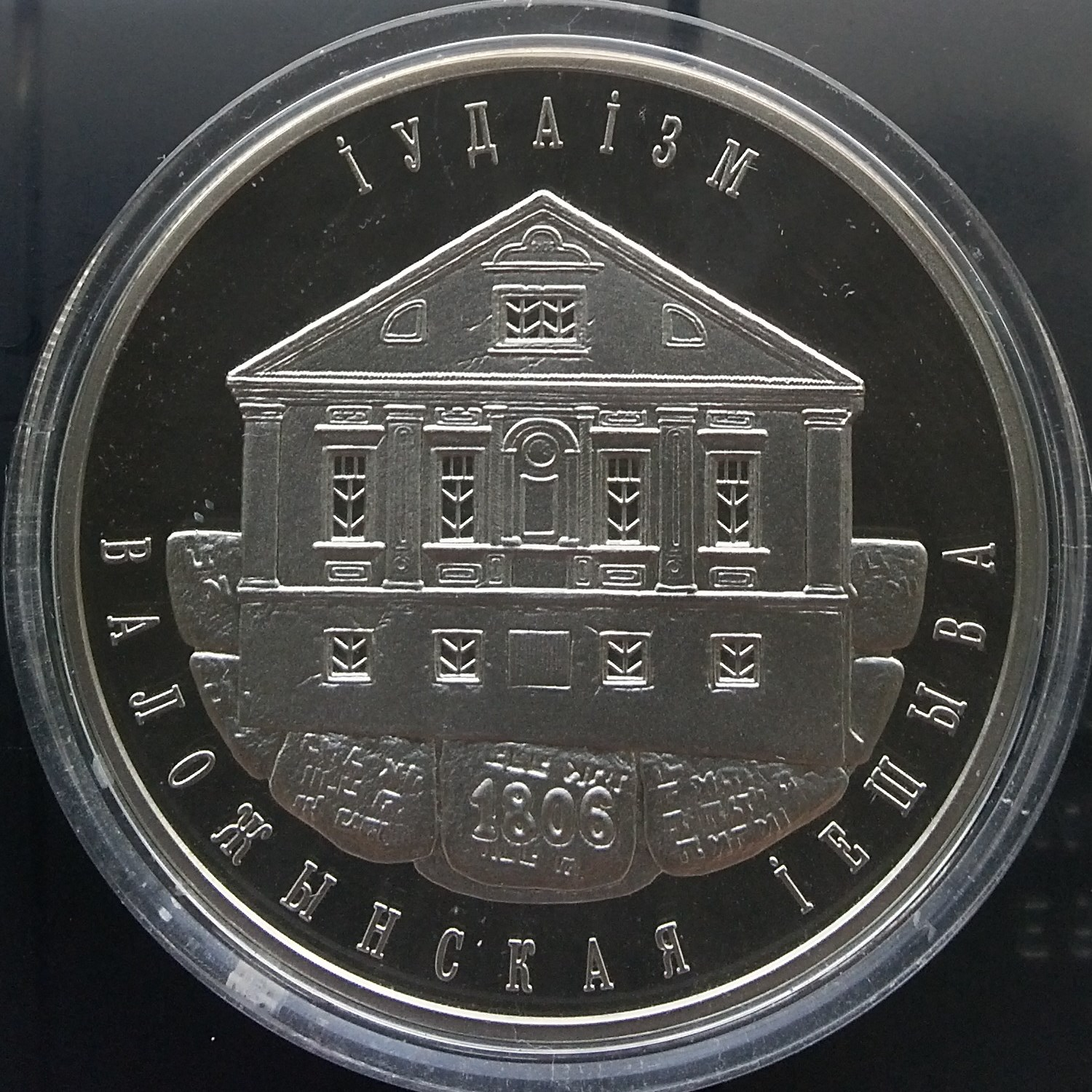
Moneda de 10 rubles, 2010, Belarús, Ieixivà de Valojin.

## Alumnes prominents
- Rav Jaim Ozer Grodinski
- Rav Baruj Ber Leibovitz
- Rav Iser Zalmen Meltzer
- Rav Zundel Salant
- Rav Shimon Shkop
- Rav Jaim Soloveichik
- Rav Eljonon Vaserman